# VIZE – národní socialisté
VIZE – národní socialisté (zkratka VIZENS) je česká středolevicová politická strana. Strana vznikla v roce 2020 v Bohušovicích nad Ohří. Předsedou strany je politik Jan Vondrouš.

## Historie
Strana byla založena 22. července 2020 spoluzakladatelem a bývalým místopředsedou Demokratické strany zelených Janem Vondroušem.
Strana se hlásí k historii Československé strany národně socialistické, založené v roce 1897 Josefem Klečákem a Aloisem Simonidem.
V březnu roku 2021 podal Jan Vondrouš návrh na registraci politického hnutí Přísaha, o což se snažil také Robert Šlachta. Jako předseda strany VIZE – národní socialisté se tím snažil poukázat na nespravedlivé jednání Roberta Šlachty vůči jiným politickým subjektům.

## Účast ve volbách

### Volby do zastupitelstev krajů 2020
V krajských volbách v roce 2020 strana neúspěšně kandidovala do Zastupitelstva Jihočeského kraje (získala 0,07 % hlasů) a do Zastupitelstva Ústeckého kraje (získala 0,12 % hlasů).

### Volby do zastupitelstev obcí 2022
V komunálních volbách v roce 2022 strana kandidovala do zastupitelstva Čížkovic na kandidátce pojmenované „SOUSEDÉ“. Strana získala 10,74 % hlasů a jednoho zastupitele.